# 스타크래프트: 브루드 워
《스타크래프트: 브루드 워》(Starcraft: Brood War)는 1998년에 Saffire와 공동개발하여 블리자드 엔터테인먼트가 발표한 스타크래프트의 확장팩이다.
이 확장팩에서는 새로운 캠페인과 새로운 지형, 각각의 종족에 대해 두 개의 유닛, 새 음악, 새 마법과 기술이 추가되었다. 캠페인은 원래 스타크래프트의 이야기, 즉 초월체가 프로토스의 태사다르에 의해 파괴당하고, 프로토스는 저그의 공격을 피해 아이어를 떠나는 이야기를 이어나간다.

## 게임플레이
스타크래프트는 세 가지 별개의 성간 종, 즉 사이오닉 프로토스, 적응력이 뛰어난 테란, 곤충형 저그에 초점을 맞춘다. 이 게임은 기지를 건설하고, 군대를 업그레이드하고, 궁극적으로 적을 정복하기 위해 자원을 수집하는 플레이어를 중심으로 진행된다. 브루드 워의 게임 플레이는 스타크래프트의 게임 플레이와 기본적으로 변함이 없다. 단, 유닛 비용과 일부 능력이 약간 변경되고 몇 가지 새로운 유닛이 추가되었다. 이러한 변화로 인해 오리지널 스타크래프트에서 일부 비판을 받았던 돌진 전술은 실용성이 떨어진다. 싱글 플레이어 캠페인의 난이도가 높아졌다. 임무는 더 이상 완전히 선형적이지 않으며 임무를 완료하려면 전략에 더 큰 초점을 맞춰야 한다. 또한, 게임의 인공 지능(AI)이 강화되어 AI가 제어하는 플레이어가 더욱 지능적이고 전술을 보다 효과적으로 사용하는 경향이 있다.
브루드워에는 7개의 새로운 유닛이 등장한다. 각 종족은 고유한 지상 유닛을 사용할 수 있다. 저그는 숨어 있는 굴에서 공격할 수 있는 방어 유닛을 생성할 수 있고, 테란은 의무병을 훈련할 수 있다. 프로토스는 스타크래프트의 특별 임무에서 플레이어에게만 제공되는 강력한 은폐 근접 유닛인 암흑 기사 유닛을 생산할 수 있다. 프로토스 플레이어는 이 유닛 중 두 개를 병합하여 특별한 주문 시전자 유닛을 만들 수 있다. 각 종족은 또한 전용 공대공 공격 유닛을 이용할 수 있다.

## 새로운 유닛
테란
- 발키리(Valkyrie)[1] - 공격 대상에게 여덟 발의 HALO로켓을 한번에 발사하여 확산 피해(스플래시 대미지)를 주는 공대공 전투 전용 공중유닛이다. 해적선(커세어)보다 많은 양의 확산 피해를 주며, 공격중에는 이동을 할 수 없다는 단점이 있다. 그리고 오류(작동을 안함)가 잘 난다.[2]
- 의무관(Medic) - 모든 지상의 생체 유닛을 빠르게 치료해주는 보병 지원용 지상유닛이다. 기타 능력으로는 다른 유닛이 시전한 마법(EMP 충격파, 공생충 생성, 사령부 감염, 암흑 구름, 사이오닉 폭풍, 정지장, 분열망, 환류, 정신 제어 제외)을 해제해주거나 프로토스 고위 기사의 '환상(Hallucination)'으로 복제된 가짜 유닛을 사라지게 하는 〈회복(Restoration)〉, 모든 유닛의 시야를 1로 만들어 버리며, 탐지기 유닛인 과학선, 대군주, 관측선에게는 탐지 기능까지 없애는 〈광학 조명탄(Optical Flare)〉이 있다. 광학 조명탄 기술이 걸린 유닛은 회복으로 원상복귀 시킬 수 있다. 이 유닛의 등장으로 오리지널 시절에는 극초반이나 벙커를 이용한 방어용으로만 사용할 수 있었던 테란 생체 유닛을 전투에 적극적으로 사용할 수 있게 되었다.

저그
- 포식귀(Devourer) - 뮤탈리스크를 변태시켜 생산하는 공대공 전용 공중 유닛이다. 부식성 산으로 공격을 하는데 대미지 자체는 확산 피해를 주지 않으나 공격 후 남는 〈산성 포자(Acid Spore)〉 효과는 주변 공중 유닛에게까지 남는다. 그러나 연사속도가 가장 느리다는 단점이 있기 때문에 다수의 포식귀를 운영하거나 다른 유닛을 조합해서 싸워야 한다. 부화장을 군락까지 변화시킨 후에 둥지탑도 거대 둥지탑까지 변화시켜야 생산 가능하다.

- 지속적으로 산성 포자를 맞은 유닛은 최대 9단계까지 쌓이게 되며, 은폐도 무력화되며 공격속도가 낮아지고 방어력까지 깎여 다른 유닛의 공격에 더 큰 피해를 입게 한다. 다만 산성 포자는 건물에게 적용되지 않는다.
- 가시지옥(Lurker) - 히드라리스크가 변태하여 생산되는 지대지 전용 유닛으로, 부화장(해처리)에서 잠복 연구를 하지 않아도 잠복이 가능하며 잠복 상태로만 공격이 가능하다. 잠복 후 지상까지 일렬로 솟아오르는 가시로 공격을 하며 그 일직선 위에 있는 적들에게 확산 피해를 준다. 그리고 가시지옥 변태를 연구하려면 반드시 부화장을 번식지(레어)로 변태시킨 후에 히드라리스크 굴에서 연구할 수 있다.

프로토스
- 암흑 기사(Dark Templar) - 기본적으로 은폐 기능을 가지고 있어 중재자(Arbiter, 아비터) 같은 유닛이 필요 없다. 공격력이 매우 높은 대신 가격이 비싸고 체력이 약하다.

- 오리지널 당시에도 있었으나, 캠페인에만 등장하는 생산 불가 유닛이었다.
- 암흑 집정관(Dark Archon) - 두 기의 암흑 기사가 합쳐져 만들어지는 유닛이다. 여러 가지의 마법을 쓸 수 있으며, 테란의 거미지뢰에는 반응하지 않는다. 상대 유닛을 자기편으로 만드는 〈정신 제어(Mind Control)〉, 적 마법 유닛의 에너지를 데미지로 전환시켜 피해를 주는 〈환류(Feedback, 피드백)〉, 생체유닛을 잠시 멈추게 하는 〈대혼란(malestorm, 마엘스트롬) 마법을 쓸 수 있다.
- 해적선(Corsair) - 공격력은 약하지만 연사가 빠르고, 빠른 이동 속도와 확산 피해 효과가 있는 공대공 전용 유닛이다. 지상 유닛과 건물의 공격을 마비시키는 구름인 〈분열망(Disruption Web)〉을 사용할 수 있다.

## 새로운 연구
여기서는 오리지널에 등장하는 유닛의 추가 업그레이드만 기술한다.
- 카론 추진기(charon booster) - 골리앗의 지대공 무기인 지옥불 미사일의 사거리가 6에서 8로 증가한다. 이 연구를 끝내면 지옥불 미사일이 그리며 날아가는 연기 궤적의 색깔이 파란색으로 변한다.
- 키틴질 장갑(Chitinous Plating) - 울트라리스크의 방어력이 2 증가한다.
- 합성 동화작용(Anabolic Synthesis) - 울트라리스크의 이동 속도가 크게 증가한다.

## 개발
브루드 워 개발은 1998년 스타크래프트 출시 직후 시작되었으며 스타크래프트의 첫 두 확장팩인 반란(Insurrection)과 보복(Retribution)이 출시된 후에 발표되었다. 스타크래프트를 담당했던 블리자드 엔터테인먼트 팀 대부분이 브루드 워 작업에 복귀했다. 그들은 레벨, 비주얼, 오디오 효과를 위한 프로그래밍과 디자인으로 구성된 다양한 작업을 계약한 사파이어(Saffire) 멤버들의 도움을 받았다. 게임 제작자인 셰인 다비리(Shane Dabiri)에 따르면, 브루드 워는 게임 플레이 내에서 스토리의 중요성을 대폭 높이는 것을 목표로 했으며, 레벨이 진행되는 동안 "파이널 판타지 유형 이벤트"가 실행될 수 있도록 하는 스크립팅을 추가하고 있다고 밝혔다. Dabiri는 또한 임무의 목표가 훨씬 더 상호작용적인 방식으로 스토리를 반영할 것이라고 설명했다. 플레이어는 어떤 목표를 추구할지에 대한 전술적 결정을 제시하고 단순한 적의 전멸을 중심으로 하는 임무는 더 적다. 원래 1998년 10월 미국에서 출시될 예정이었지만 브루드 워의 출시는 12월에 출시되기 위해 두 달 연기되었다.
스타크래프트와 마찬가지로 브루드 워에 대한 사용자 정의 캠페인을 만드는 방법을 보여주는 예시 캠페인을 사용할 수 있다. "Entitled Enslavers: Dark Vengeance" 캠페인은 불량 암흑 기사인 울레자즈(Ulrezaj)의 행동과 그의 고향인 샤쿠라스(Shakuras)에서 칼라이 프로토스(Khalai Protoss)를 제거하려는 그의 시도를 따라가며, 플레이어와 제라툴(Zeratul)은 그를 막으려 한다. 단, 출시에는 포함되지 않으며 배틀넷에서 별도로 다운로드해야 한다.

## 평가
| 평론 점수               | 평론 점수 |
| 평론사                  | 점수      |
| ----------------------- | --------- |
| 게임 레볼루션           | B−        |
| 게임스팟                | 9.1/10    |
| IGN                     | 8/10      |
| PC 존                   | 8.9/10    |
| The Cincinnati Enquirer | 3.4/4     |

| 수상               | 수상                |
| 평론사             | 수상                |
| ------------------ | ------------------- |
| 컴퓨터 게이밍 월드 | Add-on of the Year  |
| 게임스팟           | Best Expansion Pack |

스타크래프트: 브루드 워는 비평가들의 호평을 받았다. PC 존 잡지는 브루드 워에 대해 짧지만 기분 좋은 리뷰를 주며 "확실히 기다릴 가치가 있었다"고 설명했다. PC 존은 오리지널 스타크래프트를 "괜찮은 게임에서 개자식 같은 게임으로" 변화시킨 새로운 유닛의 포함과 균형 조정을 칭찬했다. 리뷰는 또한 영화 컷 장면에 대해 "실제로 나중에 생각하기보다는 이야기의 일부처럼 느껴진다"고 언급했다.
IGN은 브루드 워를 "가장 까다로운 게이머도 만족시킬 수 있는 새로운 기능이 풍부하게 포함된" "신중하게 디자인된" 확장팩이라고 칭찬했다. IGN은 "풍미를 잃지 않으면서도 핵심 게임플레이를 풍부하게 할 만큼 충분하다"고 말하면서도 게임의 난이도에 대해 우려를 표시했다. "브루드 워의 난이도는 스타크래프트보다 훨씬 더 높다. 플레이어들은 게임을 즐길 시간이 거의 없다. 적이 그들에게 전속력으로 다가오기 전에 자신들이 새로운 부대에 대해 잘 알아두라."고 이야기했다. 그러나 IGN은 줄거리가 "매력적"이라고 칭찬하고 확장된 멀티플레이어를 게임의 "최고 기능 중 하나"라고 설명했으며 궁극적으로 확장팩을 "인상적"이라고 평가했다.
게임스팟또한 브루드 워의 디자인이 원래 게임을 "완전히 활성화"하는 "진정한 속편의 모든 관리, 세부 사항 및 독창성을 포함"하고 있다는 평가에서 긍정적이었다. 리뷰어는 게임 밸런스에 대한 "사소해 보이지만 매우 중요한 수정"을 칭찬하고 결과를 "뛰어난" 것으로 평가했지만 이러한 변경 사항에 대처하는 데 있어 인터페이스의 부족함에 대한 우려를 표명했다. 게임스팟은 또한 브루드 워의 음악 및 오디오 작업을 대담한 개선으로 언급하며 스토리 중심의 싱글 플레이어 캠페인에서 목소리 연기가 "완전히 설득력이 있다"고 설명한다. 끝". 리뷰에서는 브루드 워가 "스타크래프트의 후계자이자 역대 최고의 컴퓨터 게임 확장 세트 중 하나"라는 결론을 내렸고 게임에 "최고의 확장팩"이라는 특별 공로상을 수여했다.
신시내티 인콰이어러(The Cincinnati Enquirer)는 리뷰에서 브루드 워의 새로운 콘텐츠를 칭찬하며 확장팩 개발에 쏟은 노력을 칭찬했다. 신시내티 인콰이어러는 확장팩의 난이도 증가와 멀티플레이어 성공에 대해 "확장팩이 원본에서 탄생한 즐거움을 다시 불러일으키는 경우는 드물지만 브루드 워는 그것이 불가능하지 않다는 것을 증명합니다"라고 말했으며 확장팩이 "가치 있는 선택"이라고 결론지었다.
그러나 브루드 워에 대한 긍정적인 비판적 반응은 보편적이지 않았다. 게임 레볼루션은 게임 플레이를 "거의 모든 면에서 스타크래프트와 동일하다"고 설명했으며 새로운 유닛에 대해 엇갈린 감정을 표시했다. 리뷰어는 계속해서 "유닛 업그레이드는 좋지만 시나리오는 여전히 잘리지 않는다"고 말하면서 "흥미로운" 스토리라인을 가진 확장팩에도 불구하고 싱글 플레이어 미션 디자인을 "사후 고려"라고 설명했다. 멀티 플레이어 추가 사항을 중요하지 않은 것으로 일축하면서 게임 레볼루션은 "재미있는 확장팩"이지만 브루드 워는 "온갖 종류의 집합"(mixed bag)이라고 요약했다.